# Artturi Ilmari Virtanen
Artturi Ilmari Virtanen (15. ledna 1895 – 11. listopadu 1973) byl finský chemik. V roce 1945 získal Nobelovu cenu za výzkum a vynálezy v polnohospodářské a výživové chemii, zejména za metodu konzervace krmiva.

## Život
Virtanen se narodil v Helsinkách ve Finsku. Vzdělání ukončil na klasickém lyceu ve Viipuri ve Finsku. Potom studoval chemii, biologii a fyziku na Univerzitě v Helsinkách a další předměty ve Švýcarsku a Švédsku. V roce 1931 se stal profesorem biochemie ve Finském technologickém institutu v Helsinkách a v roce 1939 profesorem na Univerzitě v Helsinkách.
Ve výzkumu se zabýval semisyntetickým krmivem pro dobytek, bakteriemi fixujícími dusík v kořenech bobovitých rostlin a vylepšenými metodami konzervace másla.
Na jeho památku je pojmenovaná planetka 1449 Virtanen, kterou objevil finský astronom a fyzik Yrjö Väisälä.